# Campionati del mondo di ciclocross - Gara maschile Dilettanti
La gara maschile Dilettanti era una delle prove disputate durante i campionati del mondo di ciclocross. Corsa per la prima volta nel 1967, uscì dal programma del mondiale dopo l'edizione iridata 1993.

## Albo d'oro
Aggiornato all'edizione 1993.
| Anno | Vincitore           | Secondo                   | Terzo                |
| ---- | ------------------- | ------------------------- | -------------------- |
| 1967 | Michel Pelchat      | Julien Van Den Haesevelde | Peter Frischknecht   |
| 1968 | Roger De Vlaeminck  | Peter Frischknecht        | Cock Van Der Hulst   |
| 1969 | René Declercq       | Roger De Vlaeminck        | Robert Vermeire      |
| 1970 | Robert Vermeire     | José Maria Basualdo       | Norbert Dedeckere    |
| 1971 | Robert Vermeire     | Dieter Uebing             | Jacques Spetgens     |
| 1972 | Norbert Dedeckere   | Milos Fisera              | Wolfgang Renner      |
| 1973 | Klaus-Peter Thaler  | Robert Vermeire           | Ekkehard Teichreber  |
| 1974 | Robert Vermeire     | Klaus-Peter Thaler        | Ekkehard Teichreber  |
| 1975 | Robert Vermeire     | Klaus-Peter Thaler        | Gerrit Scheffer      |
| 1976 | Klaus-Peter Thaler  | Robert Vermeire           | Ekkehard Teichreber  |
| 1977 | Robert Vermeire     | Ekkehard Teichreber       | Voitek Cervinek      |
| 1978 | Roland Liboton      | Gilles Blaser             | Karl-Heinz Helbling  |
| 1979 | Vito Di Tano        | Hennie Stamsnijder        | Ueli Müller          |
| 1980 | Fritz Saladin       | Andrzej Makowski          | Grzegorz Jaroszewski |
| 1981 | Milos Fisera        | Grzegorz Jaroszewski      | Paul De Brauwer      |
| 1982 | Milos Fisera        | Radomir Šimůnek           | Ueli Mülleruwer      |
| 1983 | Radomir Simunek     | Werner Van Der Fraenen    | Petr Kloucek         |
| 1984 | Radomir Simunek     | Miroslav Kvasnicka        | Frank Van Bakel      |
| 1985 | Mike Kluge          | Beat Schumacher           | Bruno D'Arsie        |
| 1986 | Vito Di Tano        | Yvan Messelis             | Ludo De Rey          |
| 1987 | Mike Kluge          | Frantisek Kloucek         | Roman Kreuziger      |
| 1988 | Karel Camrda        | Roger Honegger            | Henrik Djernis       |
| 1989 | Ondrej Glazja       | Radomir Simunek           | Roger Honegge        |
| 1990 | Andreas Büsser      | Miroslav Kvasnicka        | Thomas Frischknecht  |
| 1991 | Thomas Frischknecht | Henrik Djernis            | Daniele Pontoni      |
| 1992 | Daniele Pontoni     | Dieter Runkel             | Thomas Frischknecht  |
| 1993 | Henrik Djernis      | Timo Berner               | Daniele Pontoni      |